# Ghanzi (flygplats)
Ghanzi är en flygplats i Botswana. Den ligger i den centrala delen av landet, 500 km nordväst om huvudstaden Gaborone. Ghanzi ligger 1 131 meter över havet.
Terrängen runt Ghanzi är platt. Trakten runt Ghanzi är nära nog obefolkad, med mindre än två invånare per kvadratkilometer..
Omgivningarna runt Ghanzi är i huvudsak ett öppet busklandskap.